# 代数的データ型
代数的データ型（だいすうてきデータがた、英: algebraic data type）とはプログラミング、特に関数型プログラミングや型システムにおいて使われるデータ型である。それぞれの代数的データ型の値には、1個以上のコンストラクタがあり、各コンストラクタには0個以上の引数がある。
代数的データ型の値（データ）の感覚的な説明としては、引数で与えられた他のデータ型の値を、コンストラクタで包んだようなもの、である。コンストラクタに引数がある代数データ型は複合型（他のデータ型を組み合わせて形成する型）である。

## 概要
Haskellにおける、葉に整数型の値を持つ（分岐は部分木しか持たない）、二分木の例で説明する。以下のようなdata宣言で、データ型を宣言する。
```
data
 
Node
 
=
 
Leaf
 
Integer
 
|
 
Branch
 
Node
 
Node

  
deriving
 
(
Show
)
  
-- 表示させて確認するために付加してあるもので、必須ではない。

```

この宣言でNodeという名前の型を宣言している（Haskellでは型名の先頭は大文字でなければならない）。縦棒（"|"）で区切って、各コンストラクタによる形を並べる。LeafとBranchはコンストラクタ（データコンストラクタ）である。コンストラクタLeafは1個のIntegerを引数として取り、Branchは2個のNodeを引数として取る（再帰データ型の例にもなっている）。Haskellではコンストラクタの名前も、先頭は大文字でなければならない（ここでは避けたが、型とコンストラクタに同じ名前を使っても構わない）。
Haskellインタプリタghciで、この型の値を入力し表示させた例を示す。
```
*Main> Leaf 1
Leaf 1
*Main> Branch (Branch (Leaf 1) (Leaf 2)) (Branch (Leaf 3) (Leaf 4))
Branch (Branch (Leaf 1) (Leaf 2)) (Branch (Leaf 3) (Leaf 4))
```

中のデータにアクセスするにはパターンマッチングを使う。ここで定義した型の木の深さを返す関数の例で次に示す。
```
depth
 
tree
 
=
 
case
 
tree
 
of

  
Leaf
 
_
     
->
 
1

  
Branch
 
a
 
b
 
->
 
1
 
+
 
max
 
(
depth
 
a
)
 
(
depth
 
b
)

```

## 応用
基本的な代数データ型としては、多くの関数型言語において、言語組み込みのリスト型が用意されており、空リストのためのコンストラクタに相当するリテラルと、追加したい要素と残りのリストを引数に取るコンストラクタ（Lispのen:cons）に相当する、中置記法風のコンストラクタ（ ":" など）が言語組み込みで用意されている。
代数的データ型の特殊な例として、直積型（1つのコンストラクタだけを持つ）と列挙型（引数なしの多くのコンストラクタを持つ）がある。
前述の二分木の例において、コンストラクタLeafは Integer -> Node という型を、コンストラクタBranchは Node -> Node -> Node という型を持つ。型のみを見た場合、関数と同じ型をしている。しかし、関数とは違いコンストラクタは単にそこにあるだけのものであり、評価（実行）されるものではなく、オブジェクト指向言語におけるコンストラクタとは異なる。式として見た場合、関数に引数を適用する式は簡約可能だが、コンストラクタによる式は全体としてはそれ以上簡約できない、値をあらわす式である。
関数型言語で抽象データ型を実現する手法のひとつに、モジュールシステムによるスコープ制限を利用して、コンストラクタを掩蔽し、型のみを公開する、という手法がある。データコンストラクタそのものの代わりに、相当する引数をとって、目的の型の値を返すような、コンストラクタを抽象化した関数を定義し、そちらの関数を公開する。この関数が、オブジェクト指向言語におけるコンストラクタに相当する。

## 他の言語での例
OCamlではヴァリアント型と言い、前述の二分木と同等のデータ型は、次のように書く。
```
 
type
 
node
 
=
 
Leaf
 
of
 
int
 
|
 
Branch
 
of
 
node
 
*
 
node

```

また、伝統的なMLではdatatypeというキーワードを使う。いずれも、ofの後に1個しか型を指定できないので、Branchのように組み込みの直積型であるタプルを併用する必要がある。MLでもコンストラクタの先頭は大文字だが、型名の先頭は小文字である。
Haskellの場合と同様にして、インタプリタ上で値を作る例と深さを返す関数の例を示す。
```
# Leaf 1;;
- : node = Leaf 1
# Branch (Branch (Leaf 1, Leaf 2), Branch (Leaf 3, Leaf 4));;
- : node = Branch (Branch (Leaf 1, Leaf 2), Branch (Leaf 3, Leaf 4))
```

```
let rec depth tree = match tree with
  Leaf _        -> 1
| Branch (a, b) -> 1 + max (depth a) (depth b)
```

Visual Prologでは次のように書く。
```
 
domains

 
tree
 
=

 
empty
()
;

 
leaf
(
integer
 
Leaf
)
;

 
node
(
tree
 
Left
,
 
tree
 
Right
).

```

この例では、leafとnodeの他に、空の木を示すemptyがある。

## 理論
集合論において代数的データ型と等価なものとして直和がある。この集合の各元はタグ（コンストラクタと等価）とそのタグに対応する型のオブジェクト（コンストラクタの引数と等価）で構成される。
一般に代数的データ型は直積型の総和であり、再帰的に定義されることもある。各コンストラクタは直積型のタグとなって他と区別されるか、1つしかコンストラクタがない場合は、そのデータ型自体が直積型となる。さらにコンストラクタの引数の型が直積型の要素となる。引数のないコンストラクタは空に対応する。データ型が再帰的であるなら、その直積型の総和は再帰データ型となり、各コンストラクタによって再帰データ型が構成される。
例えば、以下のような Haskell のデータ型
```
  
data
 
List
 
a
 
=
 
Nil
 
|
 
Cons
 
a
 
(
List
 
a
)

```

を型理論的に表すと次のようになる。
{\displaystyle \lambda \alpha .\mu \beta .1+\alpha \times \beta }
コンストラクタは次のようになる。
{\displaystyle \mathrm {nil} _{\alpha }=\mathrm {roll} \ (\mathrm {inl} \ \langle \rangle )}

{\displaystyle \mathrm {cons} _{\alpha }\ x\ l=\mathrm {roll} \ (\mathrm {inr} \ \langle x,l\rangle )}
この Haskell の List 型を型理論の別の形式で表すと、次のようになる。
{\displaystyle \mu \phi .\lambda a.1+\alpha \times \phi \ \alpha }
{\displaystyle \mu } と {\displaystyle \lambda } が2つの定義で順序が入れ替わっている点に注意されたい。前者の形式は再帰型を本体とする型関数の定義であり、後者は型の再帰関数定義である。型変数 {\displaystyle \phi } は、これが {\displaystyle \beta } のような基本型ではなく関数型であることを示している（{\displaystyle \phi } はギリシャ文字で "f" に相当する）。また、型本体の中の引数型 {\displaystyle \alpha } に関数 {\displaystyle \phi } を適用しなければならない。
List の例の用途から考えると、これら2つの定式化に大きな違いはないが、後者の形式は「入れ子データ型; nested data type」と呼ばれる表現を可能とする。入れ子データ型とは、オリジナルとパラメータ的に異なる再帰型を派生させるものである。詳しくは、 Richard Bird、Lambert Meertens、Ross Paterson らの研究を参照されたい。